# Vät
Ein Vät ist ein flaches, periodisch austrocknendes Stillgewässer. Vätar bestehen im Stora Alvaret auf der schwedischen Ostseeinsel Öland, aber auch auf Gotland.
Der Gewässertyp ist charakteristisch für die Landschaft eines Alvars. Aufgrund der sehr dünnen Erdschicht und der darunter befindlichen Gesteinsschicht sammelt sich auch in kleineren Senken das Niederschlagswasser. In niederschlagsreicheren Jahreszeiten bilden sich daher sehr flache Wasserflächen mit zum Teil erheblichen Ausdehnungen, die in Trockenperioden jedoch sehr schnell austrocknen. Durch den ständigen Wechsel der Lebensbedingungen sind Vätar vegetationsarm. Auch kommt es kaum zur Verlandung. Auf dem Boden eines Alvars können sich zwar Kalkerde und Kalkschlamm absetzen, es kommt jedoch nicht zur Bildung von Torf. Tiefere Senken im Alvar, in denen dauerhaft das Wasser steht, werden als Alvarsee bezeichnet.
Durch das regelmäßige völlige Austrocknen und die sehr flachen Wasserstände sind Vätar meist fischfrei. Dies gibt anderen Tierarten wie Libellen, Krebsen und Käfern sehr gute Lebensbedingungen. Vät gelten auch als Biotope von Watvögeln.